# Municipio de Maple Hill
El municipio de Maple Hill (en inglés: Maple Hill Township) es un municipio ubicado en el condado de Wabaunsee en el estado estadounidense de Kansas. En el año 2010 tenía una población de 1136 habitantes y una densidad poblacional de 5,95 personas por km².

## Geografía
El municipio de Maple Hill se encuentra ubicado en las coordenadas 39°3′4″N 96°1′50″O / 39.05111, -96.03056. Según la Oficina del Censo de los Estados Unidos, el municipio tiene una superficie total de 190.87 km², de la cual 188,27 km² corresponden a tierra firme y (1,36 %) 2,6 km² es agua.

## Demografía
Según el censo de 2010, había 1136 personas residiendo en el municipio de Maple Hill. La densidad de población era de 5,95 hab./km². De los 1136 habitantes, el municipio de Maple Hill estaba compuesto por el 96,3 % blancos, el 0,26 % eran afroamericanos, el 0,53 % eran amerindios, el 0,26 % eran asiáticos, el 0,26 % eran de otras razas y el 2,38 % eran de una mezcla de razas. Del total de la población el 3,52 % eran hispanos o latinos de cualquier raza.